# ФК Лугано
ФК „Лугано“ (на италиански: FC Lugano) е професионален футболен клуб от Лугано, Швейцария.
Той е трикратен шампион на Швейцария и трикратен носител на Купата на Швейцария по футбол.
Домакинските си мачове провежда на стадион „Корнаредо“, който е с капацитет 15 000 места. Цветовете на отбора са черно и бяло.

## История
Футболен клуб „Лугано“ е основан през 1908 година.
След обявения банкрут на ФК „Лугано“ (2003) той се слива с ФК „Малкантоне“ (FC Malcantone) от градчето Аньо (Agno) от същия кантон Тичино, като е създаден клубът АС „Лугано“ (Associazione Calcio Lugano, съкр. AC Lugano) на 30 юни 2004 г. Отборът на клуба играе в Challenge League – второто ниво на швейцарския професионален футбол.
Във връзка със 100-годишнината на клуба е върнато предишното му име ФК „Лугано“ през 2008 г. Връща се в швейцарската Суперлига през 2015 г.

## Успехи
Национални
- шампион на Швейцария
  -  Шампион (3): 1937-1938, 1940-1941, 1948-1949
  -  Сребърен медал (5): 1942-1943, 1944-1945, 1945-1946, 1994-1995, 2000-2001
  -  Бронзов медал (12): 1933-1934, 1934-1935, 1938-1939, 1943-1944, 1946-1947, 1966-1967, 1967-1968, 1970-1971, 2001-2002, 2016-2017, 2018-2019, 2022-2023

- Купа на Швейцария
  -  Носител (3): 1930-1931, 1967-1968, 1992-1993
  -  Финалист (7): 1942-1943, 1951-1952, 1970-1971, 1991-1992, 2015-2016, 2022-2023, 2023-2024
- Чалъндж лига (2 ниво)
  -  Шампион (4): 1953-1954, 1960-1961, 1963-1964, 2014-2015

Международни
- Купа Пиано Карло Рапан
  -  Носител (1): 1967
- Лига на конференциите
  -  1/8 финалист (1): 2024/25

## Известни играчи
- Лауро Амадо
- Валон Бехрами
- Людовик Манин
- Блез Нкуфо
- Нелсон Вивас
- Дида
- Габриел Хосе Урданета
- Отмар Хицфелд
- Кристофър Кану
- Игор Шалимов
- Мохамед Калон
- Мохамед Кадер